# Лев II
Лев II (греч. Λέων Β′) (ок. 467—17 ноября 474) — император Восточной Римской империи в 473—474 годах (единолично в 474).

## Биография
Лев II был сыном Зенона и Ариадны, дочери Льва I Макеллы. 25 октября (?) 473 года император Лев I Макелла провозгласил своего внука императором и соправителем. После смерти деда в январе 474 года Лев II оставался единоличным правителем Восточной Римской Империи около трёх недель. Однако по внушению своей бабки Элии Верины и матери Ариадны, 9 февраля уступил византийский трон своему отцу Зенону и сделался его соправителем.
Однако он правил всего неполных десять месяцев и умер от болезни 17 ноября 474 года в возрасте около семи лет. Широко распространились слухи о том, что он мог быть отравлен Ариадной или Зеноном.